# リトルニッキー

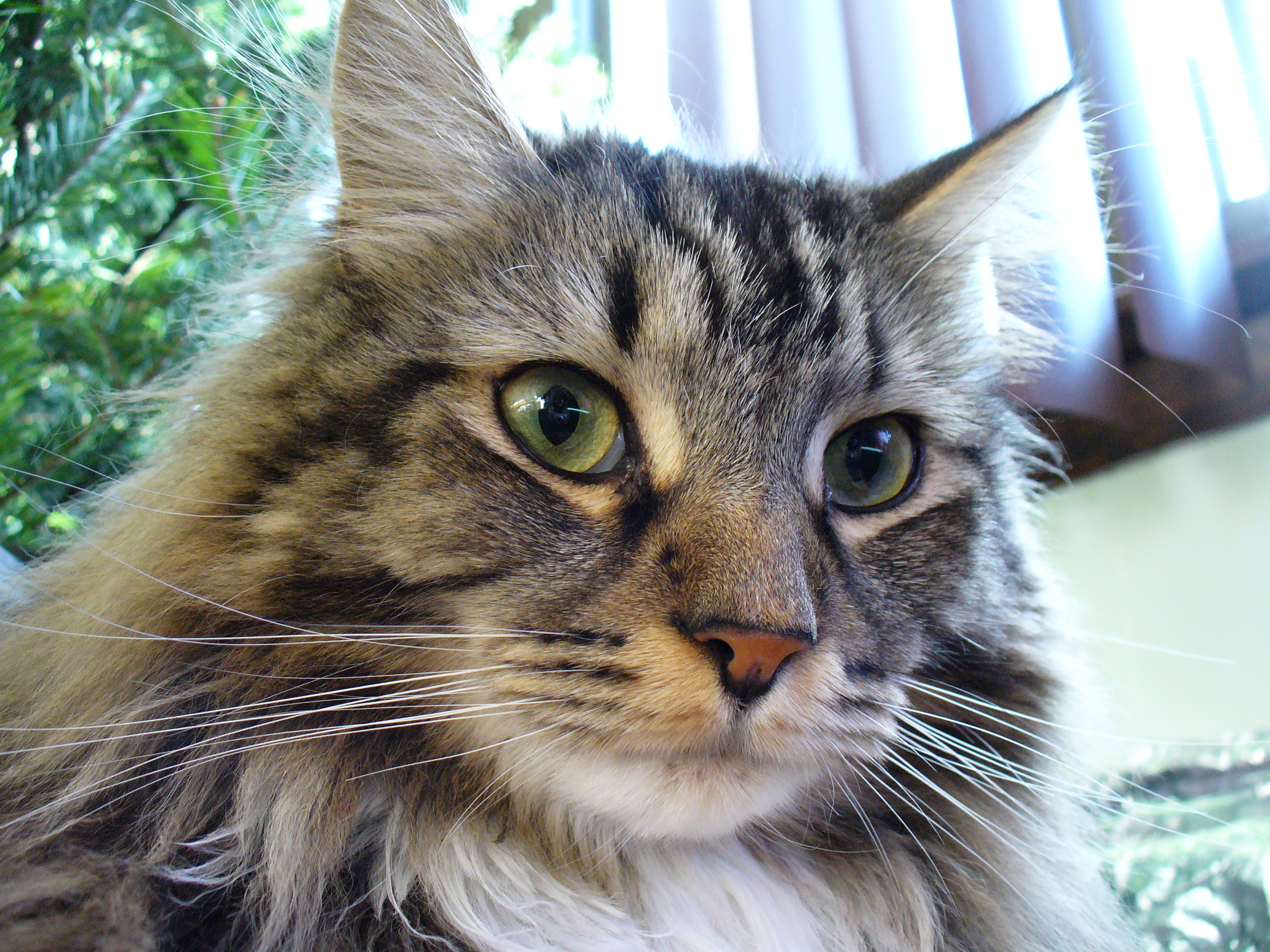
Little Nickyと同じ品種のメインクーン

リトル・ニッキー (Little Nicky) は、世界で初めて商用ペットとして作成されたクローンネコである。2004年10月17日に誕生した。彼は、ニッキー (Nicky) という名前の19歳のメインクーンのDNAから作成された。ニッキーは2003年に死亡している。リトル・ニッキーの買い手はノーステキサス州に住むJulieという女性である（苗字は明かされていない）。値段は$50,000であった。
このクローンの作成はカリフォルニア州に拠点を置くen:Genetic Savings & Clone社によって行われた。この会社は2006年に閉業している。
en:Humane Society of the United Statesおよび他の動物福祉団体は、$50,000のクローン・ペット代は毎年何百万匹と殺処分される動物を救うために用いた方が良いと、このクローン作成を糾弾した。
このネコに悪性の副作用は見られていない。